# Still Got the Blues (For You)
«Still Got the Blues (For You)» es una canción del guitarrista norirlandés de blues rock y hard rock Gary Moore, publicada como sencillo en 1990 por Virgin Records e incluida como la cuarta pista de su noveno álbum de estudio, Still Got the Blues (1990). Escrita y coproducida por Moore, es una balada de blues rock, cuya letra trata sobre un amor no correspondido. Su grabación se llevó a cabo en los Sarm West Studios de Londres en tan solo una toma y lo único que se corrigió posteriormente fueron «dos notas en las que la afinación no era acertada» en palabras del productor Ian Taylor.
Una vez que salió a la venta, logró una positiva recepción comercial en las listas musicales de varios países, principalmente de Europa continental. Alcanzó el primer lugar en el Ultratop 50 Singles de Bélgica y se posicionó entre los diez sencillos más vendidos en Finlandia, Noruega, Países Bajos, Polonia y Suecia. En este último país, el organismo certificador local le entregó un disco de oro en representación a 30 000 copias vendidas. Por su parte, se convirtió en su primer y único sencillo en ingresar en el Billboard Hot 100 de los Estados Unidos, ya que consiguió la casilla 97 en febrero de 1991. 
Por otro lado, recibió reseñas positivas por parte de la prensa especializada, quienes en su gran mayoría resaltaron la interpretación de la guitarra. Con el paso de los años varios artistas la han versionado para sus respectivas producciones discográficas, y también ha sido adaptada a otros idiomas.

## Antecedentes

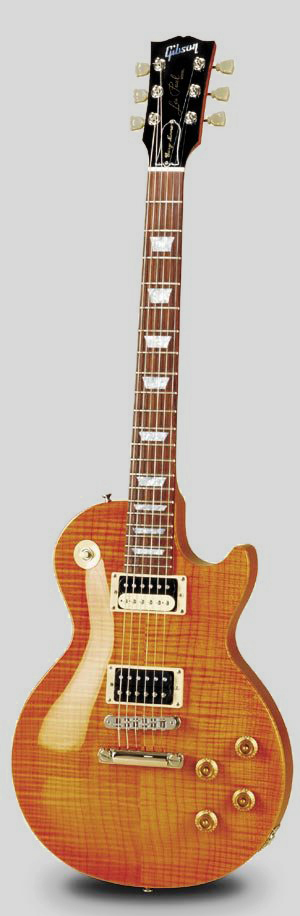
Para la grabación del tema, el artista usó una guitarra Gibson Les Paul con modificaciones específicas. En 2000, Gibson Guitar Corporation lanzó una edición especial de dicha guitarra llamada Les Paul Gary Moore (en la imagen).

En la década de 1980, el guitarrista Gary Moore editó cinco álbumes de estudio: Corridors of Power (1982), Victims of the Future (1983), Run for Cover (1985), Wild Frontier (1987) y After the War (1989). Con un sonido orientado hacia el hard rock y el heavy metal, gracias a ellos logró una considerable popularidad en Europa. Por ejemplo, los tres últimos entraron entre los diez más vendidos en las listas musicales de Suecia, Noruega y Finlandia. No obstante, en la segunda mitad de 1989 Moore, cansado del metal, decidió grabar un álbum que siempre quiso realizar. En marzo de 1990 salió a la venta su novena producción enfocada en el blues y blues rock, titulada Still Got the Blues. A pesar del cambio de estilo, el disco logró buenas críticas por parte de la prensa especializada, como también una positiva recepción comercial en las listas europeas.

## Composición y grabación
Escrita por Gary Moore, «Still Got the Blues (For You)» es una balada de blues rock cuya letra trata sobre un amor no correspondido. Según la partitura publicada en Musicnotes por Alfred Publishing Co. Inc el tema está compuesto en la tonalidad de la menor con un tempo lento de 54 pulsaciones por minuto. El registro de Moore se extiende desde re4 a la5 en el índice acústico científico. La progresión armónica de los versos consiste en re menor7, re menor7, do mayor7, fa mayor7, si menor7♭5, mi mayor y la menor, mientras que para el estribillo en la menor, mi menor, la menor y re7. Por su parte, para el puente se emplea una progresión de si menor, si menor/mi y la menor.
Al igual que la gran mayoría de las canciones del álbum, se grabó en los estudios Sarm West de Londres. Registrada en una sola toma, Moore utilizó una guitarra Gibson Les Paul de 1959 comprada en 1988 con un prototipo de una nueva edición de un amplificador Marshall JTM45 de los años 1960, pero con un tono más moderno. Además, contó con un pedal The Guv'nor con los medios y ganancias encendidos. Al respecto, el guitarrista mencionó: «Habíamos ensayado la canción, obviamente, pero lo hicimos y lo grabamos en una sola toma. Esa guitarra, el solo y todo, salió así, increíblemente». Según el productor Ian Taylor lo único que se corrigió fueron «dos notas en las que la afinación no era acertada», ya que «Gary tenía un tono perfecto». Moore interpretó la voz y la guitarra, y contó con la colaboración de los músicos Andy Pyle (bajo), Graham Walker (batería), Don Airey (teclados) y Nicky Hopkins (piano). Adicionalmente, Moore y Airey recibieron créditos por el arreglo de la sección de cuerdas, la cual fue liderada por Gavin Wright y conducida por Airey.

### Demanda por plagio
En 2008 el artista fue demandado ante una corte alemana por plagio. Según la banda local de rock progresivo Jud's Gallery el solo de guitarra era una copia de una sección intermedia de su canción instrumental «Nordrach», grabada en 1974 en una sesión radial. El guitarrista se defendió afirmando que no existía una grabación física del tema, ya sea en vinilo o disco compacto. De hecho Jud's Gallery nunca editó un álbum. No obstante, la corte aseguró que podría haberla escuchado en la radio o en una presentación en vivo durante sus viajes a Alemania. El 3 de diciembre de 2008 se determinó que sí había una infracción a los derechos de autor, a pesar de que no existían pruebas demostrando el supuesto plagio. Tanto Moore como Virgin Records fueron obligados a cancelar una cantidad no revelada de dinero al líder de Jud's Gallery, Jürgen Winter, quien presentó el caso.

## Lanzamiento y reediciones
«Still Got the Blues (For You)» salió a la venta el 23 de abril de 1990 como el segundo sencillo del álbum Still Got the Blues en los formatos vinilo de 7" y 12", disco compacto, maxisencillo y casete, a través de Virgin Records. La edición europea del siete pulgadas y del casete incluían una versión corta de 4:10 minutos de duración  y su lado B fue «Left With the Blues». Por su parte, la de doce pulgadas incluía la versión del álbum (6:12 minutos) y como tercera pista a «The Sky is Crying». En Australia se editó un doble siete pulgadas, el primer disco contó con «Still Got the Blues (For You)» y «Left With the Blues» y el segundo lo componían las pistas de After the War «Led Clones» (versión editada) y «Speak for Yourself». Asimismo, en el formato maxisencillo y disco compacto se componían de cinco temas, las tres del doce pulgadas y «Further On Up The Road» y «Mean Cruel Woman». Para promocionar el disco en vivo Blues Alive, 1993 se publicó en Francia un sencillo en CD que incluía las versiones en directo de «Still Got the Blues (For You)», «The Thrill is Gone» presentando a B.B. King y «King of the Blues».

## Recepción

### Comercial

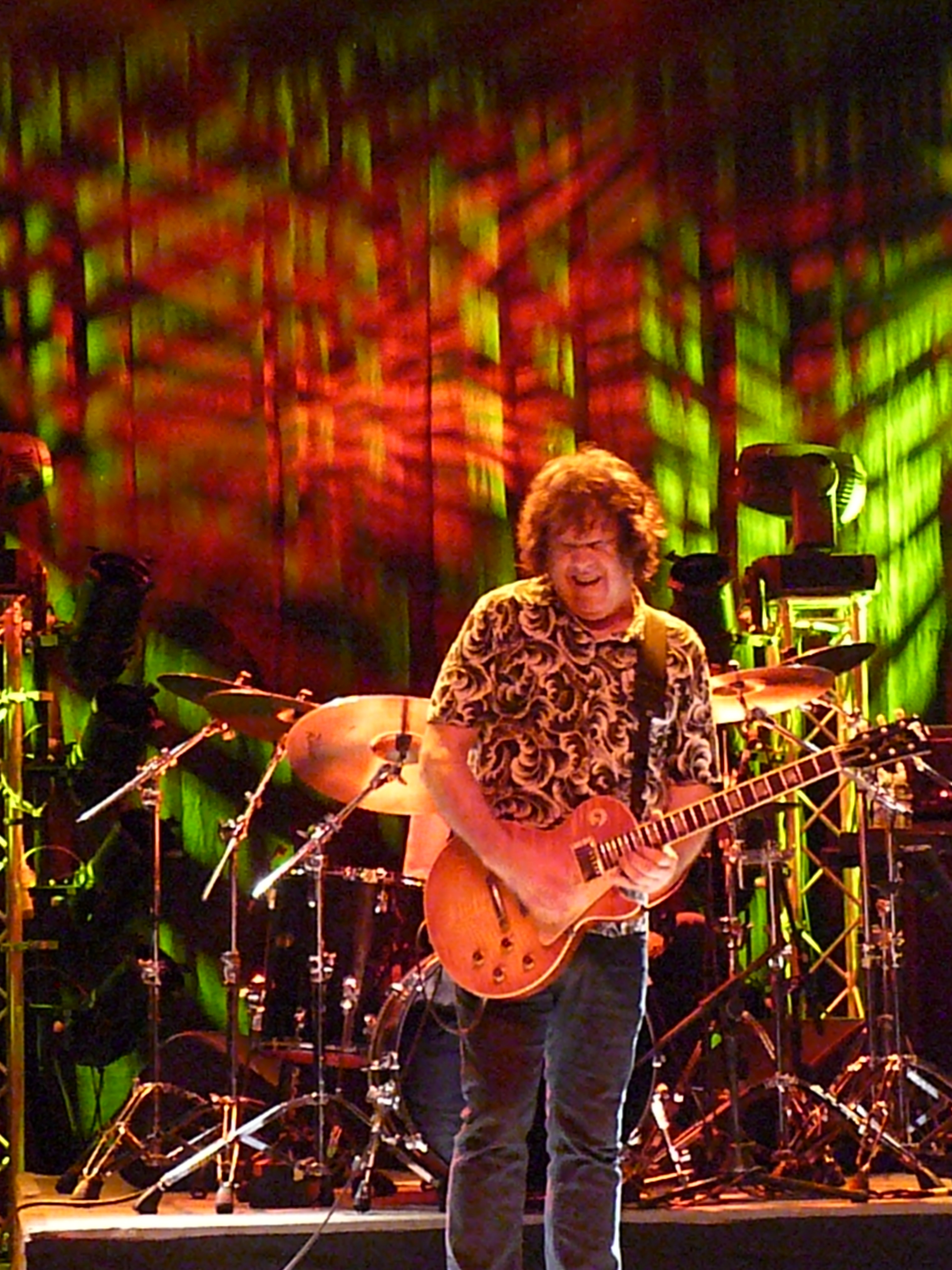
Además de vocalista y guitarrista, Gary Moore (en la imagen) fungió como compositor, arreglista y productor.

Luego de su publicación alcanzó buenas posiciones en las listas musicales de varios países, sobre todo de Europa continental. Por dos semanas estuvo en la cima del conteo Ultratop 50 Singles de Bélgica y culminó el año como el decimoctavo sencillo más exitoso de 1990. El 19 de abril de 2011, días después del fallecimiento del guitarrista, el tema nuevamente alcanzó el primer lugar en ese país en la lista Back Catalogue Singles. En los Países Bajos llegó hasta la segunda posición en los conteos Dutch Top 40 y Dutch Top 100 Singles. En Noruega logró el tercer puesto en el VG-lista, mientras que en Suecia la cuarta posición en el Sverigetopplistan. En esta última nación, el organismo certificador Grammofonleverantörernas förening (GLF) le entregó un disco de oro luego de superar las 30 000 copias vendidas. También ingresó entre los cincuenta más vendidos en las listas de Alemania, Finlandia, Polonia y Suiza. Además, entró en las listas europeas confeccionadas por la revista Music & Media European Airplay Top 50 y Eurochart Hot 100 Singles en las casillas 6 y 31 respectivamente.
En Irlanda logró la casilla 28 en el Irish Singles Chart, mientras que en el Reino Unido llegó hasta la 31 en el UK Singles Chart. Fuera de Europa la recepción fue menor, ya que entró en pocas listas; por ejemplo en Australia obtuvo el puesto 18 en el ARIA Charts. En los Estados Unidos alcanzó el noveno puesto en el Mainstream Rock Tracks, estableciéndose como su único top 10 en ese país; además es su único tema que ingresó en el Adult Contemporary, pues alcanzó la casilla 43 en 1991. De igual manera, se convirtió en su primer y único sencillo que entró en el Billboard Hot 100 y logró el puesto 97 en febrero de 1991.

### Crítica
La canción recibió críticas positivas por parte de la prensa especializada. Harry Shapiro de Classic Rock mencionó que el solo «es casi sinfónico en su construcción y era típico de la interpretación de Gary en su mejor momento (...) En esta pista, como en gran parte de su trabajo, Gary Moore tocó como si su vida dependiera de ello, como si cada nota fuera la última». Simon Bradley de MusicRadar la posicionó dentro de las cinco canciones de Moore que necesitas escuchar. En su reseña, Bradley la comparó con «Parisienne Walkways» porque poseía «un tono grueso, una voz rítmica y una guitarra arpegiada limpia debajo del verso». No obstante, estaba a otro nivel puesto que «Moore toca tan apasionadamente en todas partes; se puede decir que realmente lo dice en serio». El equipo de redacción del sitio web UDiscover Music incluyó al álbum dentro de los 120 mejores álbumes de blues, en cuya reseña citó a «Still Got the Blues (For You)» como la «pista clave». Iain Cameron de la revista británica bimensual Blues Matters! la llamó «exquisita», mientras que Damian Fanelli de Guitar World la consideró como «explosiva».

## Versiones
Con el pasar de los años, más de veinte artistas han realizado sus propias versiones para sus respectivos álbumes o presentaciones en vivo. Una de las primeras fue la cantante alemana Inga Rumpf que la grabó para el disco It's a Man's World de 1994. La lista incluye además a Helge Schneider, Eddie C, Siggi Schwarz y Dawn Chubai, entre otros. En 2005 el actor Peter Gallagher la grabó para su álbum 7 Days in Memphis. Eric Clapton, con la participación especial de Steve Winwood en el órgano, realizó una versión para Old Sock de 2013. Previo a ello, la había interpretado en vivo en el Royal Albert Hall en mayo de 2011 en homenaje al fallecido guitarrista. En 2018, Bob Daisley en compañía con Don Airey, John Sykes y Danny Bowes la versionó para el álbum tributo Moore Blues for Gary - A Tribute to Gary Moore. Por su parte, el guitarrista alemán Henrik Freischlader como la cantante sueca Gabriella Quevedo son algunos de los músicos que han editado versiones instrumentales o acústicas. Adicionalmente, ha sido adaptada a otros idiomas: al checo por Eduard Krečmar («Já v sobě dál mám blues») y al neerlandés por André Hazes («Zoveel jaren»).

## Lista de canciones
| Vinilo de 7" |                                 |              |          |  |
| N.º          | Título                          | Escritor(es) | Duración |  |
| 1.           | «Still Got the Blues (For You)» | Gary Moore   | 4:10     |  |
| 2.           | «Let Me With the Blues»         | Moore        | 2:59     |  |

| Vinilo de 12" |                                 |              |          |  |
| N.º           | Título                          | Escritor(es) | Duración |  |
| 1.            | «Still Got the Blues (For You)» | Moore        | 6:12     |  |
| 2.            | «Let Me With the Blues»         | Moore        | 2:59     |  |
| 3.            | «The Sky is Crying»             | Elmore James | 4:50     |  |

| Sencillo en CD y maxisencillo |                                 |                            |          |  |
| N.º                           | Título                          | Escritor(es)               | Duración |  |
| 1.                            | «Still Got the Blues (For You)» | Moore                      | 6:12     |  |
| 2.                            | «Let Me With the Blues»         | Moore                      | 3:01     |  |
| 3.                            | «Further Up the Road»           | Deadric Robey, Joe Medwick | 4:05     |  |
| 4.                            | «Mean Cruel Woman»              | Moore                      | 2:45     |  |
| 5.                            | «The Sky is Crying»             | James                      | 4:55     |  |

## Posicionamiento en listas musicales
| País           | Lista (1990)              | Posición |
| -------------- | ------------------------- | -------- |
| Alemania       | Media Control Charts      | 28       |
| Australia      | ARIA Charts               | 18       |
| Bélgica        | Ultratop 50 Singles       | 1        |
| Estados Unidos | Adult Contemporary        | 43       |
| Estados Unidos | Billboard Hot 100         | 97       |
| Estados Unidos | Mainstream Rock Tracks    | 9        |
| Europa         | European Airplay Top 50   | 6        |
| Europa         | Eurochart Hot 100 Singles | 31       |
| Finlandia      | Suomen virallinen lista   | 17       |
| Finlandia      | Radiosoitto Lista         | 7        |
| Irlanda        | Irish Singles Chart       | 28       |
| Noruega        | VG-lista                  | 3        |
| Países Bajos   | Dutch Top 40              | 2        |
| Países Bajos   | Dutch Single Top 100      | 2        |
| Polonia        | Polish Singles Chart      | 7        |
| Reino Unido    | UK Singles Chart          | 31       |
| Suecia         | Sverigetopplistan         | 4        |
| Suiza          | Schweizer Hitparade       | 50       |
| País           | Lista (2011)              | Posición |
| Alemania       | Media Control Charts      | 62       |
| Bélgica        | Back Catalogue Singles    | 1        |
| Países Bajos   | Dutch Download Top 50     | 43       |

| País         | Lista (1990)          | Posición |
| ------------ | --------------------- | -------- |
| Alemania     | Media Control Charts  | 81       |
| Bélgica      | Ultratop 50 Singles   | 18       |
| Países Bajos | Dutch Top 40          | 25       |
| Países Bajos | Dutch Top 100 Singles | 27       |
| Suecia       | Sverigetopplistan     | 18       |

## Certificaciones
| País          | Organismo certificador | Certificación | Ventas certificadas | Ref.   |
| ------------- | ---------------------- | ------------- | ------------------- | ------ |
| Dinamarca     | IFPI Dinamarca         | Oro           | 45 000              | [ 58 ] |
| Nueva Zelanda | Recorded Music NZ      | Oro           | 15 000              | [ 59 ] |
| Suecia        | GLF                    | Oro           | 30 000              | [ 31 ] |

## Créditos
| - Gary Moore: voz, guitarra y arreglo de cuerdas - Andy Pyle: bajo - Graham Walker: batería - Don Airey: teclados, director de orquesta y arreglo de cuerdas - Nicky Hopkins: piano - Gavin Wright: líder de sección de cuerdas | - Gary Moore e Ian Taylor: producción - Andy Rose: ingeniería - Gered Mankowitz: fotografía - Bill Smith Studio: diseño gráfico |

Fuente: Discogs.